# Avenida Roque Sáenz Peña
La avenida Presidente Roque Sáenz Peña, más conocida como Diagonal Norte, es una importante arteria de la ciudad de Buenos Aires, capital de la Argentina, que tiene el contenido simbólico de unir la sede del Poder Ejecutivo (Casa Rosada) con la sede del Poder Judicial (Palacio de la Corte Suprema de Justicia de la Nación), del mismo modo que la avenida de Mayo une a los poderes ejecutivo y legislativo.

## Nombre
Lleva su nombre en homenaje al Presidente Roque Sáenz Peña (1910-1914), quien se destacó por haber impulsado en 1912 la ley que lleva su nombre estableciendo el sufragio secreto y obligatorio, universal para varones, que permitió por primera vez la elección democrática de los gobernantes. 

## Historia y características

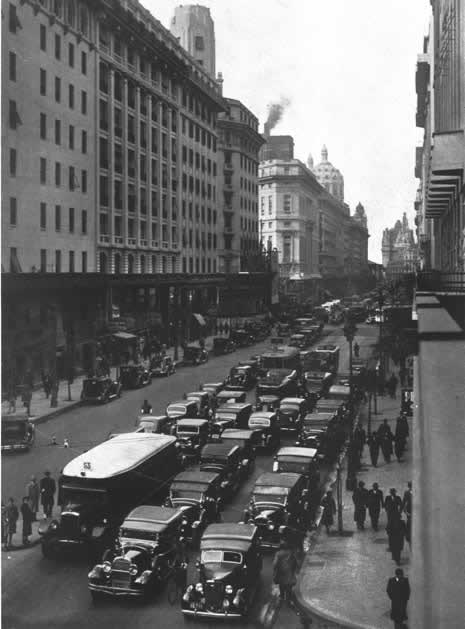
Diagonal Norte en los años 1930.

A fines del siglo XIX se intentó la búsqueda de una ciudad con sentido estético, por medio de reglamentaciones para uniformar y armonizar las construcciones, siguiendo así la idea del modelo haussmanniano. La Avenida de Mayo, inaugurada en 1894, fue un buen ejemplo de ello, aunque con el avance del siglo XX las normas se fueron dejando de lado y no hubo una adecuada valoración del conjunto. En cambio, eso no ocurrió con la Diagonal Norte, que mantuvo su uniformidad edilicia hasta el presente. 
El primer diseño integral de avenidas diagonales para Buenos Aires fue efectuado, a pedido del Intendente Carlos Torcuato de Alvear, por el arquitecto francés Joseph Bouvard, que consideró otros proyectos anteriores. Preveía principalmente cuatro diagonales que partían desde el Palacio del Congreso Nacional hacia los extremos, para conectar con avenidas ya existentes en Retiro, parque Lezama y el oeste de la ciudad. El proyecto buscaba una reforma del diagrama tradicional, pero requería la demolición de muchas construcciones particulares con un gran costo por expropiaciones. Esas diagonales, con punto cero en el Congreso, nunca se concretaron, aunque en un mapa de Pablo Ludwig  ya figura el proyecto en ejecución de dos diagonales, que partiendo desde la plaza de Mayo conectaban con la futura Avenida 9 de Julio.
Las obras comenzaron en 1913. Uno de los primeros planos de Buenos Aires donde figuran las primeras dos cuadras de ambas diagonales (Norte y Sur) es de 1916, donde llegan hasta las calles Chacabuco y Maipú. Con estas obras se buscaba crear vías más rápidas en una ciudad cuya población aumentaba fuertemente debido a la gran cantidad de inmigrantes que llegaban desde Europa. Las angostas calles que poseía Buenos Aires impedían construir edificios de gran altura, por lo que se buscaba una mayor aireación, que permitiese una vida más saludable. Debido al carácter de diagonal de la avenida, frecuentemente la Municipalidad debió comprar o expropiar una franja de terreno mayor que la necesaria, con lo que los sobrantes a ambos lados fomentaron la especulación. Las obras concluyeron en 1943.

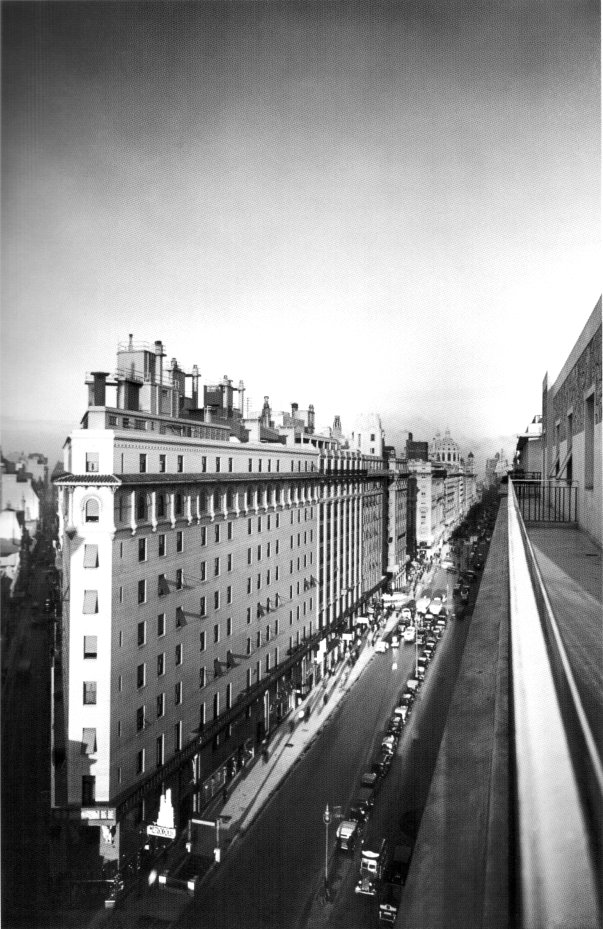
Años 1930: década dorada de la Diagonal Norte.

"Diagonal Norte se levantó bajo un estricto código morfológico que unificó la altura de sus edificios en los 33 metros, ordenó sus coronamientos con un balcón corrido o alero, impuso en el basamento otro balcón corrido a los 9 metros y jerarquizó las esquinas al posibilitar que se las remate con cúpulas de hasta 4 niveles más."
La avenida corre desde la plaza de Mayo en el sudeste hasta la plaza Lavalle al noroeste, con una extensión aproximada de un kilómetro. Nace en San Martín altura 10 y concluye en Libertad n.º 505. Es peatonal en su última cuadra, desde la calle Cerrito hasta Libertad (popularmente, el "patio trasero" del Obelisco). En 2013, el Gobierno de la Ciudad encaró un plan de remodelación, cambiando completamente las aceras de toda la diagonal, restaurando las fachadas de algunos edificios representativos, recuperando antiguas farolas originales que habían sido reemplazadas por otras modernas, e instalando nuevos bancos de cemento que imitan en su diseño sofás de terciopelo.

## Puntos de interés

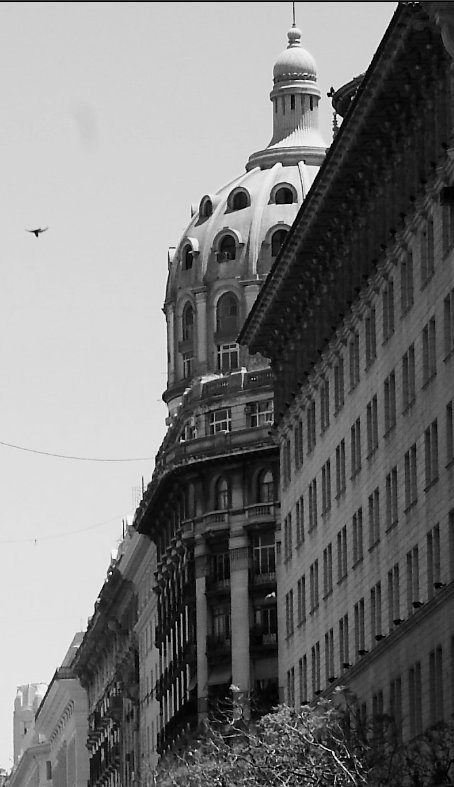
En la imagen puede verse una de las cúpulas del Edificio Bencich detrás de la fachada del Banco de Boston.

Los principales puntos de interés a lo largo de la avenida son, de sudeste a noroeste:
- Catedral de Buenos Aires (esq. San Martín)
- Ex Banco Argentino Uruguayo (Esq. San Martín). Obra de 1928 del arquitecto Eduardo Le Monnier, autor también de la Nunciatura Apostólica en la Avenida Alvear. Actual sede de la Jefatura de Gabinete de Ministros de la Nación.
- Edificio Menéndez Behety Edificio de altas columnas obra del arquitecto Arturo Prins en 1926. Construido para la Compañía Importadora y Exportadora de la Patagonia de la familia Menéndez Behety, es actualmente sede del Consulado de Chile en Buenos Aires.
- Edificio SUD AMÉRICA Compañía De Seguros De Vida. Obra de 1926 de los arquitectos A. Guilbert y Eugenio Gantner. Av Pte. Roque Sáenz Peña 530. Año 1926.//Restauración y Puesta en valor año 2013.Comitente CAREN SA - Proyecto y Dirección de Obra Estudio Arq. Alicia Aletti, Equipo Arqs. Laura Pérez Arizmendi- Carla Brocato- Jorge Limonoff-- Empresa Contratista: Arqs. Leguizamón Ezcurra y Asociados. El edificio, de líneas austeras, ostenta bajorrelieves representando a Júpiter, forjando energías; Plutón, concretando las mismas en el trabajo, y Neptuno guiando el trabajo a través de los mares ( firmados por el escultor Demarchi). La ochava está coronada por un grupo escultórico aludiendo a " La Riqueza" y " La Previsión". Estas obras de arte corresponden a las premisas de la Compañía de Seguros Sud América. Durante la última intervención, se verificaron y se dejó testimonio de impactos de bala sobre la fachada de Diagonal Norte, correspondientes a al ametrallamiento y bombardeo acaecido en plaza de Mayo el 16 de junio de 1955, donde fueron víctimas fatales más de 300 ciudadanos argentinos.
- La Equitativa del Plata (DN 500-599, par). Obra de 1929 del arquitecto Alejandro Virasoro, máximo exponente del art déco en Argentina. Allí instaló su estudio. El edificio tiene también una magnífica cúpula. La obra fue muy criticada en su época utilizando para ello el título de una película de moda: Sin novedad en el frente. El propio escritor Jorge Luis Borges se cuenta entre esos críticos escribiendo «los reticentes cajoncitos de Virasoro, que para no delatar el íntimo mal gusto, se esconde en la pelada abstención».[5] Otras obras de Virasoro pueden ser vistas en Avenida Libertador 2392, Callao 1405 y Santa Fe 2982.
- Banco de Boston (esq. Florida, impar). Construido en 1925-1928 por los arquitectos Paul Chambers y Louis Thomas. Su extraordinada fachada es de piedra calcárea tallada, traída de Estados Unidos. De estilo plateresco español combinado con la arquitectura bancaria norteamericana. Su enorme puerta de bronce pesa cuatro toneladas.

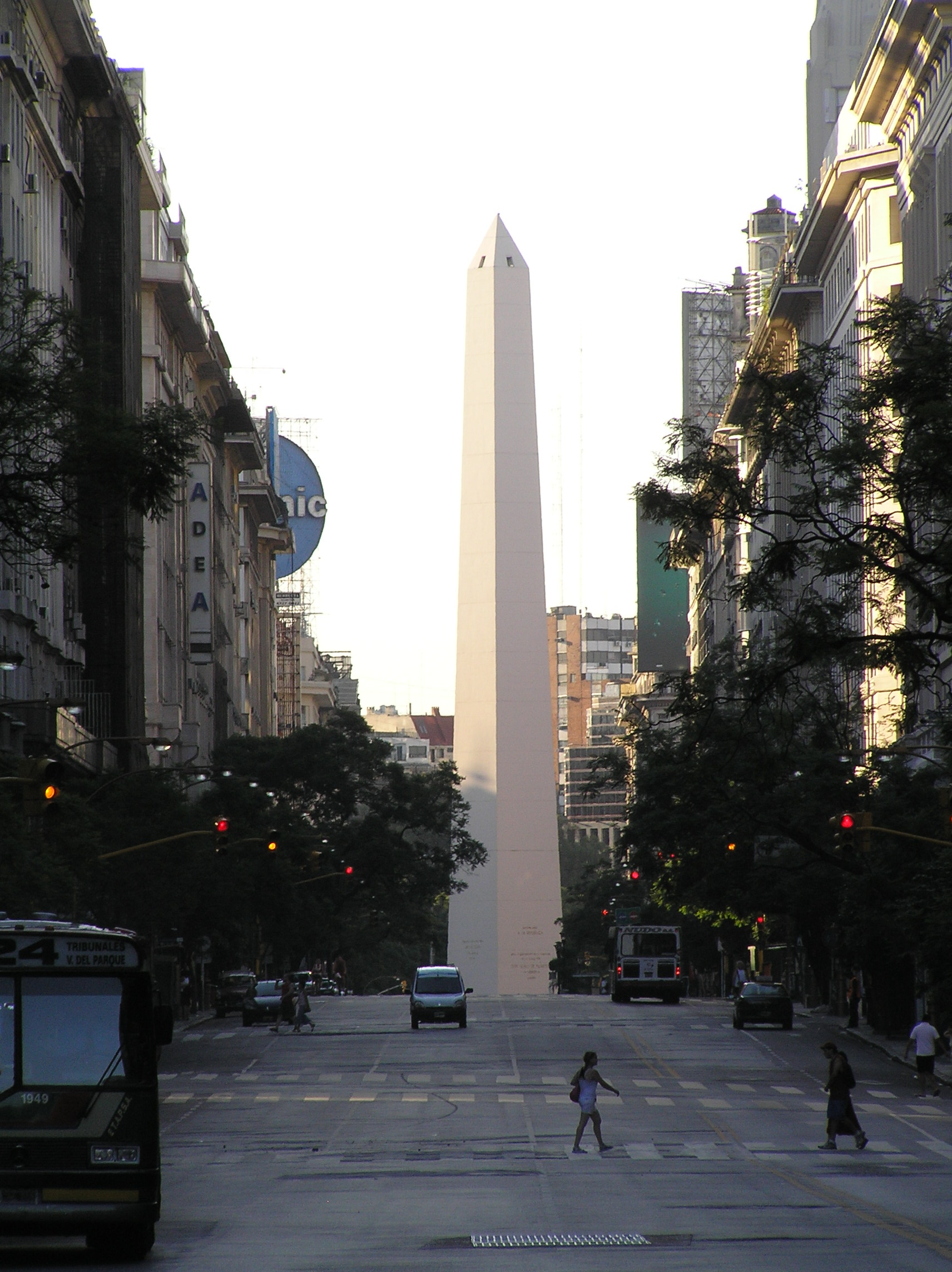
Diagonal Norte.

- Monumento a Roque Sáenz Peña (intersección con Florida). Obra del destacado escultor argentino José Fioravanti, realizada en 1936.
- Edificio Bencich (esq Florida, par). Obra del arquitecto Eduardo Le Monnier. Posee dos cúpulas de gran altura. Le Monnier construyó también para la misma empresa el Edificio Miguel Bencich, en la vereda de enfrente N.º 614/16.
- Edificio de la Compañía de Navegación Italia América (DN 600-700, par). Obra del arquitecto italiano Francesco Gianotti, quien también construyó la magnífica confitería El Molino, frente al Congreso Nacional. Luego alojó al Banco di Nápoli, hoy Banco Comafi.
- Monumento a Lisandro de la Torre (intersección con calle Esmeralda). Obra del escultor Carlos de la Cárcova. Cerca de allí, en Esmeralda 22, se encontraba la casa de Lisandro de la Torre en Buenos Aires, donde se suicidó el 5 de enero de 1939.[6]

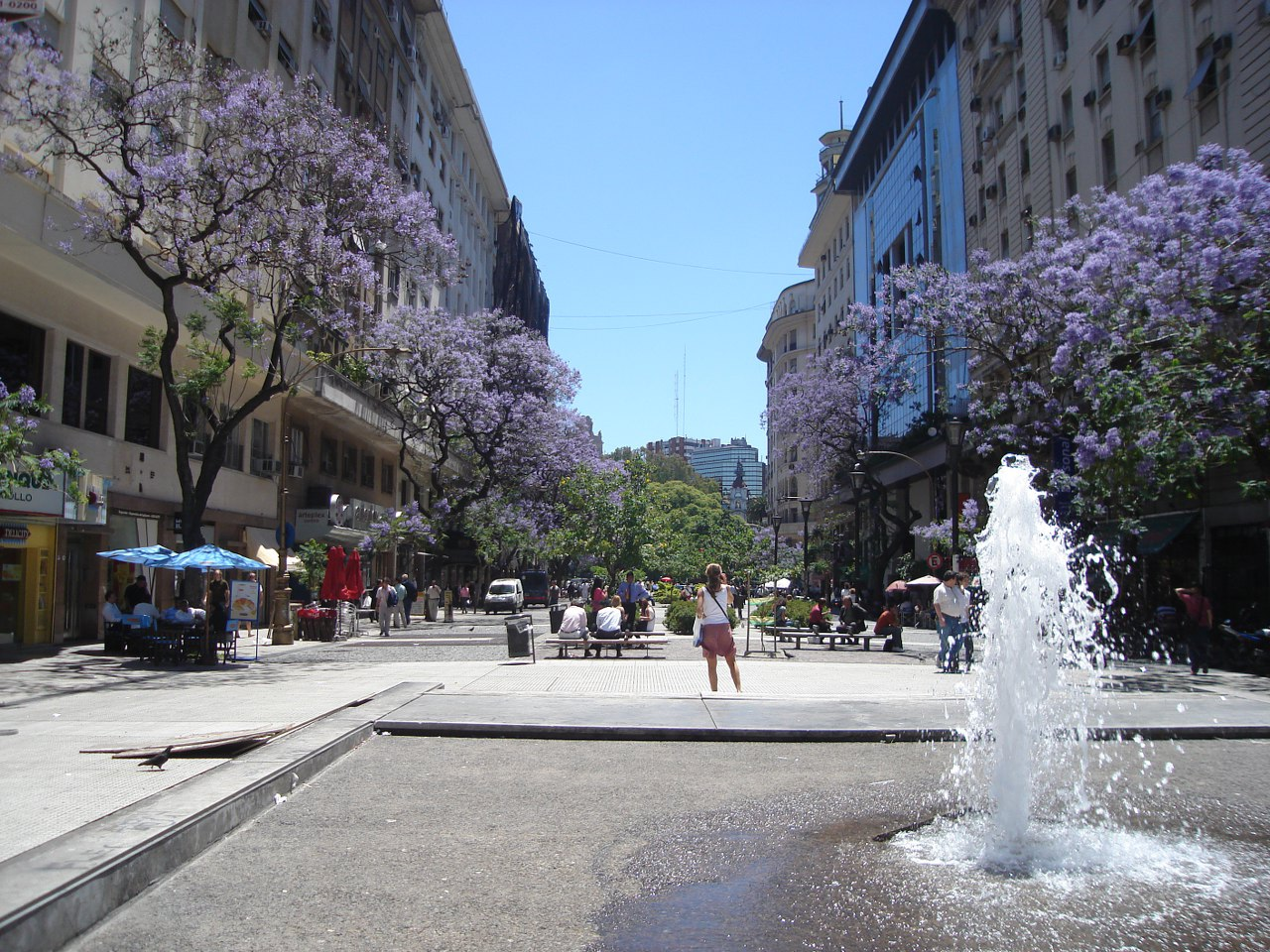
Último tramo de la Diagonal Norte mirando hacia la plaza Lavalle

- Edificio Shell Mex (DN 700-800, par; esq. Perón). Realizado por los arquitectos Héctor Calvo, Arnold Jacobs y Rafael Giménez, quienes también realizaron el edificio de la esquina con Esmeralda. Allí se estableció la empresa multinacional petrolera Shell. Se destaca la naturaleza emblemática del pórtico y el reloj de agujas, en la esquina.
- Hotel Continental (DN 725). Obra de Alejandro Bustillo, destacado exponente de la arquitectura academicista, autor también del Banco Nación en la plaza de Mayo, la casa de Victoria Ocampo, el Hotel Llao-Llao en Bariloche o el complejo del Casino y Hotel Provincial en Mar del Plata.
- Edificio YPF (DN 800-900, impar). Construida en 1938 como sede de la empresa estatal Yacimientos Petrolíferos Fiscales, la empresa de mayor facturación de la Argentina. Privatizada en la década de 1990 se reconfiguró como Repsol-YPF.
- Edificio Volta (DN 800-900, par). Inaugurado en 1935 como sede de la CHADE, proveedora del suministro eléctrico de Buenos Aires a comienzos del siglo XX. Obra del arquitecto Alejandro Bustillo, de estilo art decó.
- Hotel Reconquista Luxor (DN 890). Edificio racionalista que posee relieves de estilo art decó en su fachada, representando distintas escenas relacionadas con el trabajo. Durante décadas funcionó aquí el Instituto Ítalo Argentino de Seguros Generales, hasta que fue transformado en hotel en 2009.[7]
- Edificio Dorrego (Suipacha 280/Sarmiento 930). Edificio con ornamentos art decó en su fachada, concebido por el arquitecto Juan Waldorp como residencial, pero actualmente usado como oficinas de alquiler. Posee dos grandes puertas de entrada realizadas en hierro con motivos en bronce.
- Pasaje Carabelas (DN 800-900). Breve pasaje de dos cuadras, histórico reducto de boliches y bares populares tangueros, que se encontraba detrás del Mercado del Plata.
- Hotel NH Latino (Suipacha 309). Uno de los pocos edificios de estilo moderno construidos en la avenida, fue pensado originalmente como sede del desaparecido Banco Patricios. La estructura quedó abandonada y el proyecto fue reformado por el estudio Urgell-Penedo-Urgell, el hotel fue inaugurado en el año 2000 y forma parte de la cadena NH Hoteles.
- Obelisco (intersección con Av. 9 de Julio). Obra del arquitecto Alberto Prebisch, uno de los padres de la arquitectura modernista argentina. Convertido espontáneamente en sede de los festejos deportivos.
- Peatonal Cerrito-Libertad. Ese tramo de la diagonal ha sido conformado como espacio peatonal, con árboles y asientos.
- Cine Arteplex (DN 1150/6). Un edificio de estilo racionalista y sobria fachada, proyectado por el ingeniero Adolfo Moret en la década de 1940, con salas de cine arte en su subsuelo y galería comercial con salida por la Avenida Corrientes.
- Edificio Candame (DN 1185). Corona la cabecera noroeste de la diagonal, en su cruce con la calle Lavalle. Un edificio racionalista que se destaca por el mirador que corona su ochava en la azotea.
- Plaza Lavalle (esq. calle Libertad). Parque en memoria del General Juan Lavalle, controvertido soldado de la Independencia y las guerras civiles. Allí se concentraron también los combates de la Revolución del Parque en 1890, que dio origen a la Unión Cívica Radical.
- Palacio de la Corte Suprema de Justicia de la Nación (frente a plaza Libertad). Obra del arquitecto Norbert Maillart, autor también del extraordinario edificio del Correo Central y del Colegio Nacional Buenos Aires.

## Estaciones de subterráneo
La línea D del Subte de Buenos Aires corre por debajo de la avenida. Las líneas B y C tienen estaciones en su intersección con la diagonal, mientras que las líneas A y E tienen combinación con la D en la plaza de Mayo.
De hecho, las líneas B, C y D poseen estaciones bajo el Obelisco, las cuales están unidas por una galería comercial. Los nombres respectivos de las estaciones son Carlos Pellegrini, Diagonal Norte y 9 de julio.

## Recorrido
| RMq | RMTEEeq | BUILDING | RMTEEaq | RMq |

| KSTRaq | STRq + RMl | RM+l + RM+r | STRq + RMr | CONTfq |

| CONTgq | STRr + RM |  |

| ARCH2 | RM |  |

| STRq | RMKRZ | CONTfq |

| ARCH2 | RM | ARCH2 |

| WALKl | RMKRZ |  |

| STRq | RMKRZ | CONTfq |